# Klismos

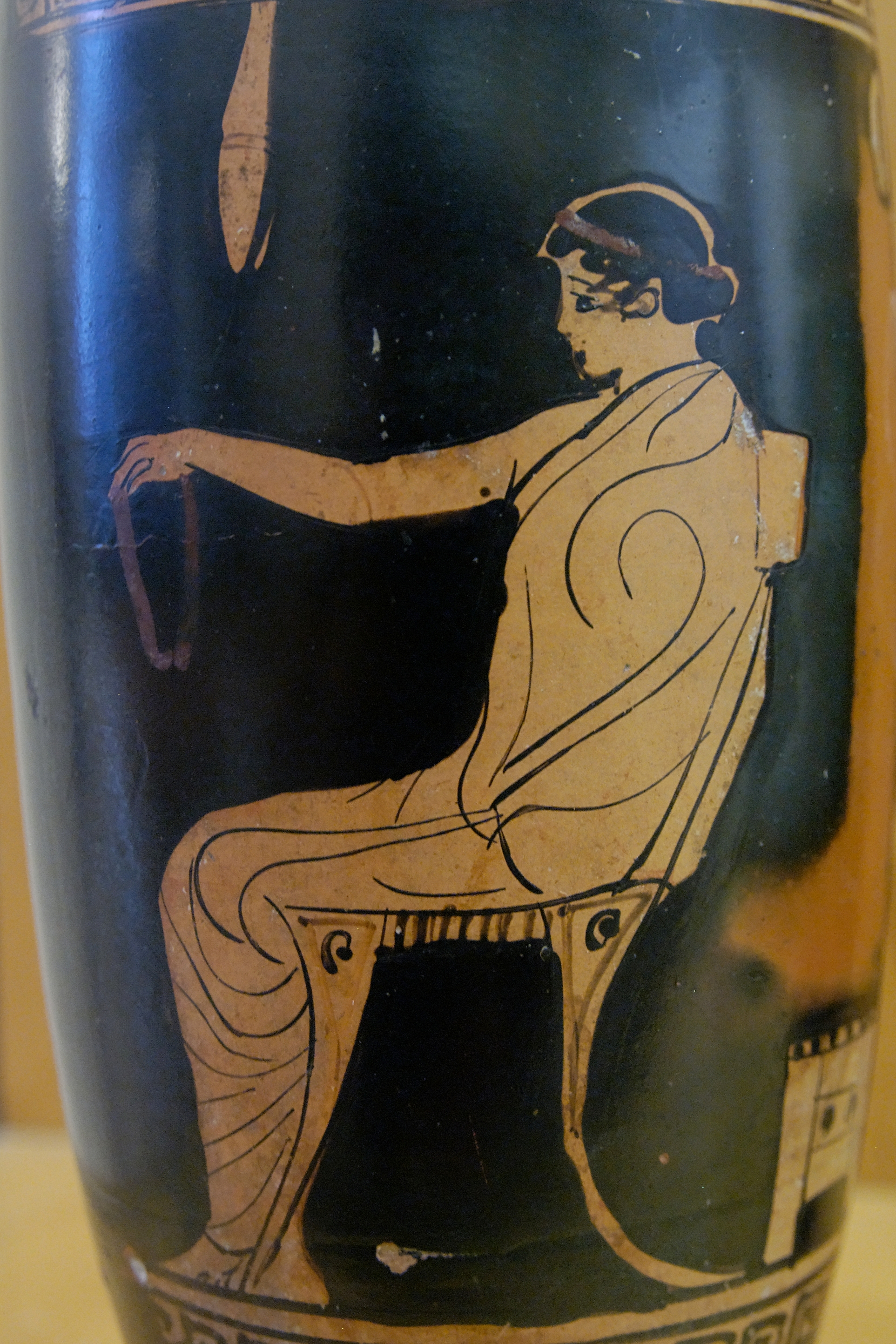
Antik målning av en kvinna som sitter på en klismos

Klismos (grekiska: κλισμός) är en antik stolstyp med kraftigt svängda ben som nästan fungerade som medar. Stolstypen kom igen under napoleontiden samt under den nyklassiska eran under 1920-talet.